# Interstate 76 (east)
I-76 (east) eller Interstate 76 (east) är en amerikansk väg, Interstate Highway, i Ohio, Pennsylvania och New Jersey. I Pennsylvania är den till största delen gemensam med betalvägen Pennsylvania Turnpike.